# Гехалулла (Грама Ніладхарі)
Грама Ніладхарі Гехалулла (№ 140) — Грама Ніладхарі підрозділу ОС Падіяталава, округ Ампара, Східна провінція, Шрі-Ланка.

## Демографія
| Населення (2007) | Населення (2007) | Населення (2007) | Населення (2007) | Населення (2007) |
| Населення        | Чоловіки         | Жінки            | Діти             | Дорослі          |
| ---------------- | ---------------- | ---------------- | ---------------- | ---------------- |
| 1012             | 503              | 509              | 388              | 624              |